# Héctor Vilches
Héctor Vilches (14. únor 1926 – 23. září 1998) byl uruguayský fotbalista. Nastupoval především na postu obránce.
S uruguayskou reprezentací vyhrál mistrovství světa roku 1950, byť byl náhradníkem a do bojů na turnaji přímo nezasáhl. V národním týmu působil v letech 1950–1952 a celkem za něj odehrál 10 utkání.
Celou svou kariéru strávil v klubu CA Cerro Montevideo.